# Mary Dyerová
Mary Barrettová Dyerová (přibližně 1611 Londýn - 1. června 1660 Boston) byla anglická puritánka, později kvakerka, která byla popravena oběšením v Bostonu ve státě Massachusetts, pro opakovanou snahu o legalizaci kvakerů v kolonii. Je jednou ze čtyř kvakerů známých jako Bostonští mučedníci.

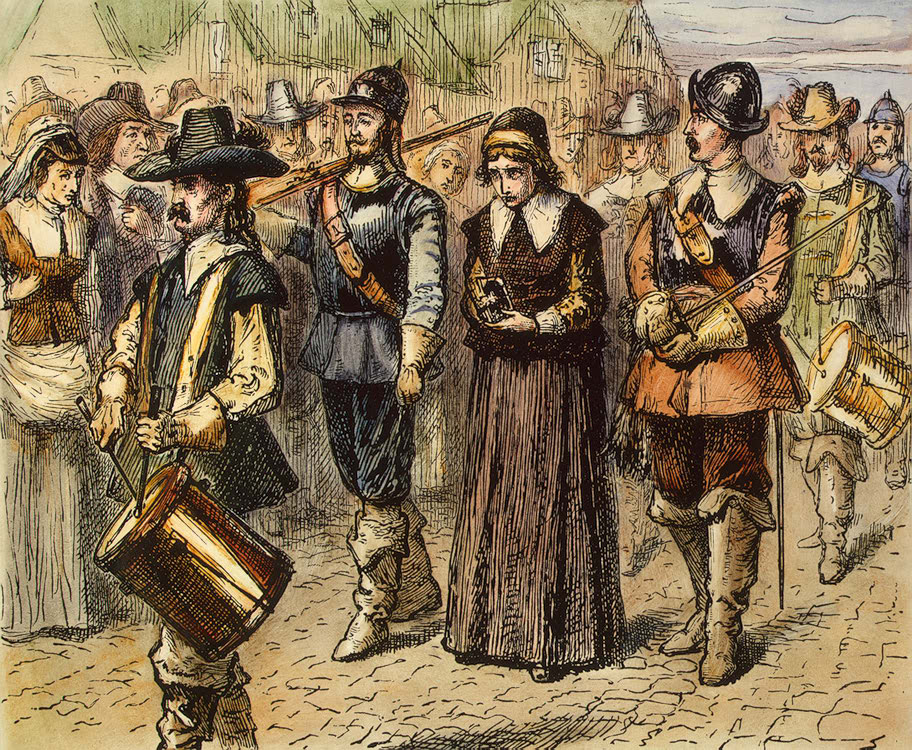
Mary Dyerová jdoucí na popravu, obrázek neznámého autora z 19. století

Manželství Mary (Marie) Barrettové s Williamem Dyerem (Dierem, Dyrem) bylo zapsáno v kostelních záznamech (kostel svatého Martina v polích) v Londýně, Anglii, 27. října 1633.
V roce 1637 Mary Dyerová podpořila Anne Hutchinsonovou, která kázala o Bohu, který "promlouvá k lidem přímo" spíše než skrze kněžstvo. Dyerová se připojila k Hutchinsonové a začala se angažovat v takzvaném "opozičním kacířství", kde organizovaly skupiny žen a mužů pro studium Bible v rozporu s theokratickými zákony Massachusettské Bay kolonie.